# Ürgə
Ürgə è un comune dell'Azerbaigian situato nel distretto di Lənkəran. 